# Joaquín Álvarez de Toledo y Caro
Pour les articles homonymes, voir Alvarez et Toledo.
José Joaquín Álvarez de Toledo y Caro, vingtième duc de Medina Sidonia, né le 18 avril 1894 à Madrid et mort le 11 décembre 1955 dans cette même ville, est un noble européen.
Il épouse à Biarritz, au Pays basque, María del Carmen Maura, fille de Gabriel Maura Gamazo, premier duc de Maura, fils d'Antonio Maura, premier ministre de la couronne espagnole.

## Famille
Il est le père de Luisa Isabel Álvarez de Toledo y Maura.